# Zawada (powiat staszowski)
Zawada – wieś w Polsce położona w województwie świętokrzyskim, w powiecie staszowskim, w gminie Połaniec. Miejscowość wchodzi w skład sołectwa Łęg-Zawada.
W latach 1975–1998 miejscowość należała administracyjnie do województwa tarnobrzeskiego.
W latach 1867–1954 w granicach administracyjnych gminy Tursko (natenczas dzieliła się na: wioskę, kolonię, magazyn soli i folwark); a w granicach obecnej gminy Połaniec dopiero od 1 stycznia 1973 roku po reaktywacji gmin w miejsce gromad.
W granicach administracyjnych wsi zlokalizowana jest Elektrownia Połaniec.

## Historia
Wieś wymieniana w Słowniku geograficznym Królestwa Polskiego i innych krajów słowiańskich pod koniec XIX wieku.

ZAWADA, wieś nad rzeką Wisłą, powiat sandomierski, gmina Tursko, parafia Połaniec, odległość od Opoczna 39 wiorst (41 wiorst od Sandomierza), ma 17 domów, 125 mieszkańców, 201 mórg (ziemi) włościańskiej, i 8 (mórg ziemi) dworskiej. Istniał tu magazyn soli. W roku 1827 było 14 domów, 90 mieszkańców. W połowie XV wieku dziedzicem Jan z Rytwian wojewoda krakowski. Dwa i pół łanu kmiecyego daje dziesięcinę wartości 1 grzywny biskupom krakowskim. Pleban otrzymuje tylko kolędę (Długosz, Liber Beneficiorum, II, 449). W roku 1578 kasztelan radomski płaci tu (dziesięcinę) od 6 osadników, 3 łanów (Pawiński, Małopolska, III, 170).

Bronisław Chlebowski, Słownik geograficzny Królestwa Polskiego..., t. XIV.

Zawada w 1867 roku wchodził w skład gminy Tursko, z urzędem gminy w Strużkach.
W 1895 roku ówczesna parafia Połaniec należała do ówczesnego dekanatu sandomierskiego i liczyła wówczas 5 514 dusz.

## Demografia
Struktura demograficzna wioski Zawada po reaktywacji państwa polskiego (tj. po I wojnie światowej) – była jednolita narodowościowo. Bowiem Zawadę – wioskę, zamieszkiwało 117 osób, w tym: 63 mężczyzn i 64 kobiety, z których 117 osób było wyznania rzymskokatolickiego; jako narodowość polską podało również 117 osób. Z kolei Zawadę – kolonię, zamieszkiwało 6 osób, w tym: 4 mężczyzn i 2 kobiety, z których 6 osób było wyznania rzymskokatolickiego; jako narodowość polską podało również 6 osób. Niniejsze dane oparto na podstawie pierwszego spisu powszechnego ludności z 30 września 1921 roku.
Współczesna struktura demograficzna na podstawie roczników GUS z danymi z lat 1995–2009, z prezentacją danych z 2002 roku zawarta jest w wiosce-sołectwie Łęg; gdyż nie tworzy się spisu dla samej wioski Zawada w gminie Połaniec.

## Dawne części wsi – obiekty fizjograficzne
W latach 70. XX wieku przyporządkowano i opracowano spis lokalnych części integralnych dla Zawady zawarty w tabeli 1.

| Nazwa wsi – miasta  | Nazwy części wsi – miasta | Nazwy obiektów fizjograficznych – charakter obiektu                                                                              |
| ------------------- | ------------------------- | --- |
| I. Gromada POŁANIEC |                           | |
| 1. Zawada           | 1. Zawada-Kolonia         | 1. Nakiełki — pole, nieużytki 2. Rzeczysko — stare koryto rzeki, łą- ki, pole 3. Sapy — pole 4. Za Wałem — pole, łąka, pastwisko |

## Literatura
1. Kaczmarek Leon (red. nauk. zeszytu), Taszycki Witold (red. nauk. wyd.): Urzędowe Nazwy miejscowości i obiektów fizjograficznych. 33. Powiat staszowski województwo kieleckie. Komisja ustalania nazw miejscowości i obiektów fizjograficznych (do użytku służbowego). Z: 33. Warszawa: Urząd Rady Ministrów. Biuro do Spraw Prezydiów Rad Narodowych, 1970. Brak numerów stron w książce